# Barzola
Barzola è una frazione del comune italiano di Angera posta sulle colline a nordest del centro abitato, verso Cadrezzate con Osmate. Ha costituito un comune autonomo fino al 1928.

## Storia
Fu un antico comune del Milanese.
Registrato agli atti del 1751 come un borgo di soli 84 abitanti, nel 1786 Barzola entrò per un quinquennio a far parte dell'effimera Provincia di Varese, per poi cambiare continuamente i riferimenti amministrativi nel 1791, nel 1798 e nel 1799. Alla proclamazione del Regno d'Italia nel 1805 risultava avere 117 abitanti, confermandosi poco più di un villaggio. Nel 1809 fu dunque soppresso con regio decreto di Napoleone ed annesso a Angera. Il Comune di Barzola fu però ripristinato con il ritorno degli austriaci, e l'abitato risultò essere popolato da 166 anime nel 1853, scese a 147 nel 1861. Dopo una leggera crescita demografica nella seconda metà del XIX secolo, all'inizio del nuovo secolo le scarse dinamiche economiche favorirono nuovamente l'emigrazione e il conseguente spopolamento del borgo. Fu quindi il fascismo a decidere nel 1928 di riproporre l'antico modello napoleonico, e stabilire la definitiva annessione ad Angera.